# Dezmotubul
Dezmotubul je cevasto oblikovan in sploščen del endoplazemskega retikla, ki poteka skozi plazmodezmo in povezuje dve sosednji rastlinski celici. Znane so nekatere molekule, ki se prenašajo skozenj, a v glavnem velja, da večji del plazmodezemskega transporta poteče skozi tako imenovan citoplazemski rokav ali anulus, ki se v plazmodezmi nahaja med dezmotubulom in plazmalemo (celično membrano) plazmodezme. Dezmotubul izvira iz gladkega endoplazemskega retikla.

## Lastnosti
Povprečni premer dezmotubula je okoli 15 mikrometrov, kar ga uvršča med ene izmed najbolj zgoščenih in tankih membranskih struktur. Normalno se nahaja v zgoščeni obliki, a se občasno razširi in v notranjosti tvori velik lasten lumen (svetlino). Membrane, ki ga sestavljajo, izvirajo iz celičnega endoplazemskega retikla in so prepredene s številnimi beljakovinami, ki med seboj povezujejo dezmotubul in celično membrano. Ostale beljakovine, katerih večji delež predstavljata aktin in miozin, sestavljajo tvorbo helikalne oblike, ki omogoča transport molekul skozi citoplazemski rokav.
V bližini dezmotubula in plazmaleme so raziskovalci opazili območja elektronsko gostejšega materiala, za katerega se predvideva, da naj bi delil plazmodezmo na več manjših (pod)kanalov. Te tvorbe naj bi gradili predvsem beljakovini miozin in aktin, namenjene pa naj bi bile izbirnemu (selektivnemu) transportu snovi skozi plazmodezmo.

## Dezmotubul in transport skozi plazmodezme
Dezmotubul je udeležen pri lateralnem (tudi bočnem ali stranskem) prenosu lipidnih molekul iz endoplazemskega retikla ene celice v lumen endoplazemskega retikla druge celice. Ti lipidi se uporabljajo na poti celične signalizacije kot nekakšni dejavniki medceličnega sporočanja. Poznamo tri glavne načine, s pomočjo katerih dezmotubul pogojuje prenos raznovrstnih molekul: nekatere se transportirajo neposredno skozi njegov lumen, druge difundirajo vzdolž njegove membrane, tretje pa se pritrdijo na njegovo citoplazemsko stran in se nato s pomočjo aktivnega transporta, ki zahteva molekule adenozina trifosfata, prenesejo skozi citoplazemski rokav plazmodezme.
Pomembno vlogo imajo tudi molekule aktina in miozina, ki se na dezmotubul pritrdijo na citoplazemskem koncu in služijo kot vir krčenja, ki po potrebi zapira njegovo odprtino in na takšen način nadzira prehajanje molekul skoznjo. Beljakovine dezmotubula imajo hkrati ključno vlogo pri mehanski podpori posamične plazmodezme.